# 夏洛瓦站
夏洛瓦站（法語：Station Charlevoix）位於加拿大魁北克省蒙特利爾市，服務附近的居民。

## 外部連結
- （法文）（英文）蒙特利爾交通局：夏洛瓦站 （页面存档备份，存于）（英文） （页面存档备份，存于）
- （法文）（英文）：夏洛瓦站 （页面存档备份，存于）（英文） （页面存档备份，存于），含有夏洛瓦站的資訊、歷史、車站結構與藝術品資料。